# Otto Schouten
Otto Cornelis Schouten ('s-Hertogenbosch, 7 april 1937- 2001) was een Nederlandse beeldhouwer en keramist. 
Otto Schouten maakte als autodidact meerdere vrouwelijke figuren, soms met kind. Van 1962 tot 1984 werkte hij in Soest. Werken van Schouten werden aangekocht door de gemeente Soest, een aantal daarvan staat in de openbare buitenruimte.

## Werken in de openbare ruimte
| Geplaatst | Omschrijving          | Straat                                       | Plaats    | Materiaal | Afbeelding |
| --------- | --------------------- | -------------------------------------------- | --------- | --------- | ---------- |
| 1987      | Man en vrouw          | Voorheuvel                                   | Zeist     | brons     |            |
| 1986      | Staand meisje         | Straatweg / Dudok de Witstraat               | Breukelen | brons     |            |
| 1979      | Polsstokhoogspringers | Wieksloterweg atletiekvereniging Pijnenburg. | Soest     | brons     |            |
| 1972      | Lauwerkrans           | Beukenlaan Sporthal Beukendal                | Soest     | polyester |            |